# 0-0-0
000 (știut și ca triplu-zero) este numărul de urgență național primar în Australia.
A fost introdus in 1961 de către oficiul PMG din Australia, număr in populație majoră, și lângă sfârșitul anilor 1980 a fost extins in acoperire la nivel național. În 1969, în Australia nu era un număr național pentru serviciile de urgență. Fiecare servici local era posedat în unele numere. 
911 a fost considerat număr de urgență potențial, deși existent în numerotare aranjamente, face acest lucru imposibil datorită caselor si afacerilor fiind locate in început cu 911.